# Премия имени В. О. Ключевского
Премия имени В. О. Ключевского — награда Российской академии наук, присуждаемая с 1994 года «за большой вклад в области отечественной истории и славяноведения». Первоначально вручалась раз в три года, с 2000 года — поочерёдно раз в два года и раз в четыре года. Названа в честь выдающегося русского историка Василия Осиповича Ключевского.

## Лауреаты премии
- 1994 — член-корреспондент РАН Сергей Михайлович Каштанов — за серию монографий „Социально-политическая история России конца XV — первой половины XVI вв.“, „Очерки русской дипломатики“, „Русская дипломатика“, „Финансы средневековой Руси“
- 1997 — доктор исторических наук Евгения Львовна Рудницкая  — за серию монографий „Русская революционная мысль. Демократическая печать 1864—1873“; „Русский бланкизм: Петр Ткачёв“
- 2000 — академик РАН Борис Васильевич Ананьич и член-корреспондент РАН Рафаил Шоломонович Ганелин — за серию работ „Сергей Юльевич Витте и его время“
- 2002 — академик РАН Юрий Александрович Поляков, доктор исторических наук Валентина Борисовна Жиромская и кандидат исторических наук Игорь Николаевич Киселёв — за серию работ по истории населения России в 1930-е годы: коллективная монография «Полвека под грифом „Секретно“. Всесоюзная перепись населения 1937 года»; монография «Демографическая история России в 1930-е годы. Взгляд в неизвестное»; документальные публикации «Всесоюзная перепись населения 1937 года: краткие итоги», «Всесоюзная перепись населения 1939 года: основные итоги», «Всесоюзная перепись населения 1939 года: основные итоги. Россия»
- 2006 — доктор исторических наук Антон Анатольевич Горский — за монографию „Русь: от славянского расселения до Московского царства“
- 2008 — доктор исторических наук Михаил Борисович Свердлов — за серию работ по истории Древней Руси: „Генезис и структура феодального общества в Древней Руси“, „От Закона Русского к Русской Правде“, „Общественный строй Древней Руси в русской исторической науке XVIII—XX веков“, „Становление феодализма в славянских странах“, „Домонгольская Русь: Князь и княжеская власть на Руси VI — первой трети XIII в.“
- 2012 — доктор исторических наук Анатолий Евгеньевич Иванов — за серию монографий по истории высшей школы Российской империи конца XIX — начала XX века: „Высшая школа России в конце XIX — начале XX века“; „Ученые степени в Российской империи. XVIII в. — 1917 г.“; „Студенчество России конца XIX — начала XX века: социально-историческая судьба“; „Студенческая корпорация России конца XIX — начала XX века: опыт культурной и политической самоорганизации“; „Еврейское студенчество в Российской империи начала XX века. Каким оно было? Опыт социокультурного портретирования“; „ Мир российского студенчества. Конец XIX — начало XX века. Очерки“
- 2014 — доктор исторических наук Раиса Александровна Киреева — за серию работ по единой тематике — изучение и публикация наследия В. О. Ключевского: „В. О. Ключевский как историк русской исторической науки“, „Изучение отечественной историографии в дореволюционной России с середины XIX в. до 1917 г.“, „В. О. Ключевский. Лекции по русской истории, читанные на Высших женских курсах в Москве 1872—1875“, „В. О. Ключевский. О нравственности и русской культуре. Писатели и люди искусства о Ключевском“, „В. О. Ключевский. Лекции по истории Западной Европы в связи с историей России“
- 2018 — член-корреспондент РАН Борис Николаевия Флоря — за монографии „Русское государство и его западные соседи (1655—1661 гг.)“ и „Внешнеполитическая программа А. Л. Ордина-Нащокина и попытка её осуществления“
- 2021 — доктор исторических наук Борис Николаевич Миронов — за монографию „Российская империя: от традиции к модерну“ в 3-х томах
- 2024 — доктор исторических наук Сергей Александрович Нефёдов — за серию монографий „История России. Факторный анализ“ в 2-х томах[2]